# ヒュンダイ・エクセル

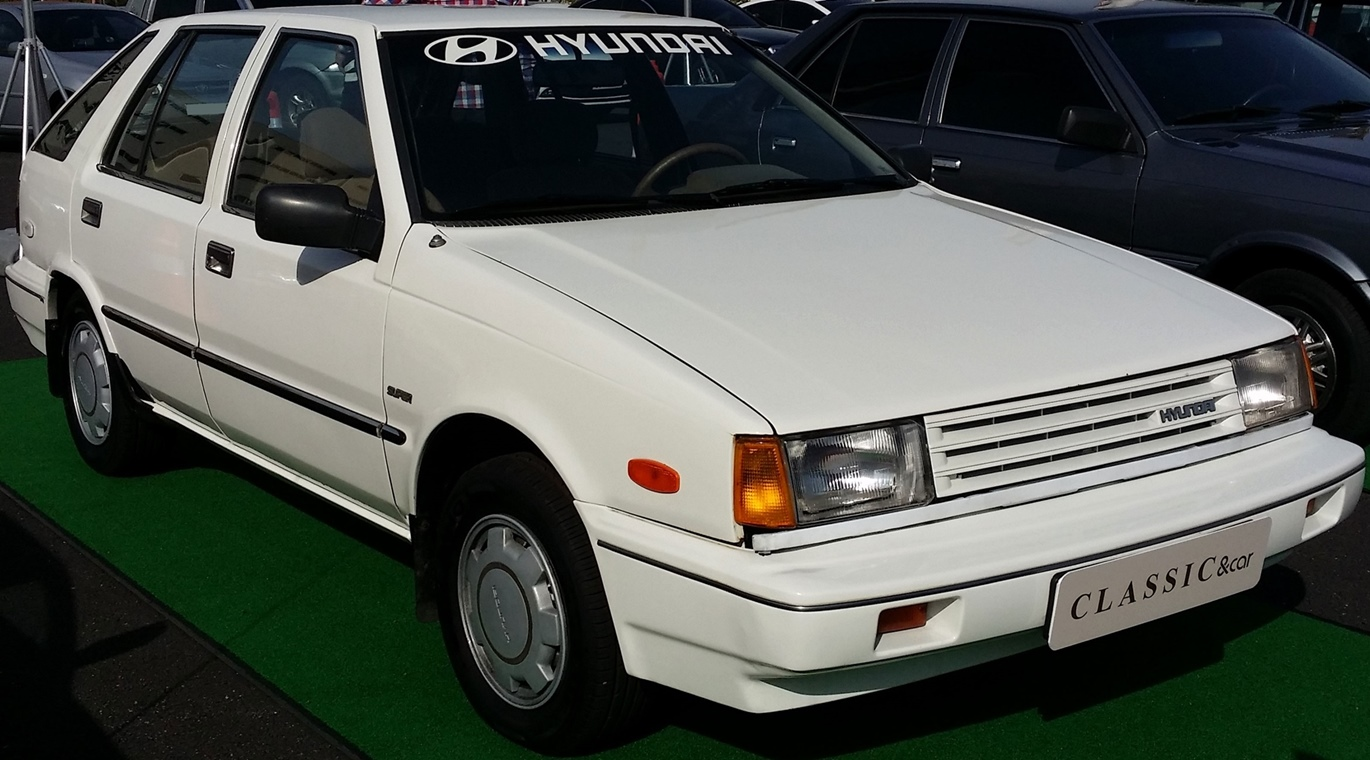
エクセル 5ドア（初代）

ヒュンダイ・エクセル（Excel）またはポニーエクセル（Pony Excel）はかつて現代自動車が生産した乗用車である。

## 概要
ポニーの後継車種であり、韓国では当初ポニーエクセルの名で登場した。
ボディタイプは4ドアセダン、5ドアハッチバック、3ドアハッチバック/ライトバンを設定。メカニズムは2代目三菱・ミラージュをベースとしており、1.3 Lと1.5 Lのエンジンは全て三菱製のオリオンエンジンが搭載されていた。したがって前輪駆動であり、これは現代自動車のみならず韓国車として初めての採用であった。デザインはジウジアーロ（イタルデザイン）が手がけた。ジウジアーロデザインと三菱のメカという組み合わせはポニーと同じである。
現代自動車の発展の基礎となった車種で、北米（カナダ、アメリカ）では価格の安さから爆発的な人気を得た。また、当時（1980年代中頃～後半）高度経済成長下にあった韓国国内でも国民の所得の向上から乗用車が一般にも普及するようになったため、ベストセラー車となった。カナダでは一時期現地生産したことがあったが、現地生産モデルは品質管理に問題があったという。
ハッチバックのみならず4ドアセダンも韓国国内、海外ともに人気を得ていた。なお韓国で4ドアセダンは当初、エクセルの派生車種としてプレストと呼ばれた。
エクセルはマイナーチェンジを繰り返し、1990年代に入っても安価なことから売れ続け、1994年まで生産が継続された。
1990年から1995年まで販売されていた2ドアクーペのスクープはこの車をベースにしている。

## 歴史

### 初代 エクセル/ポニーエクセル/プレスト（1985年-1989年）

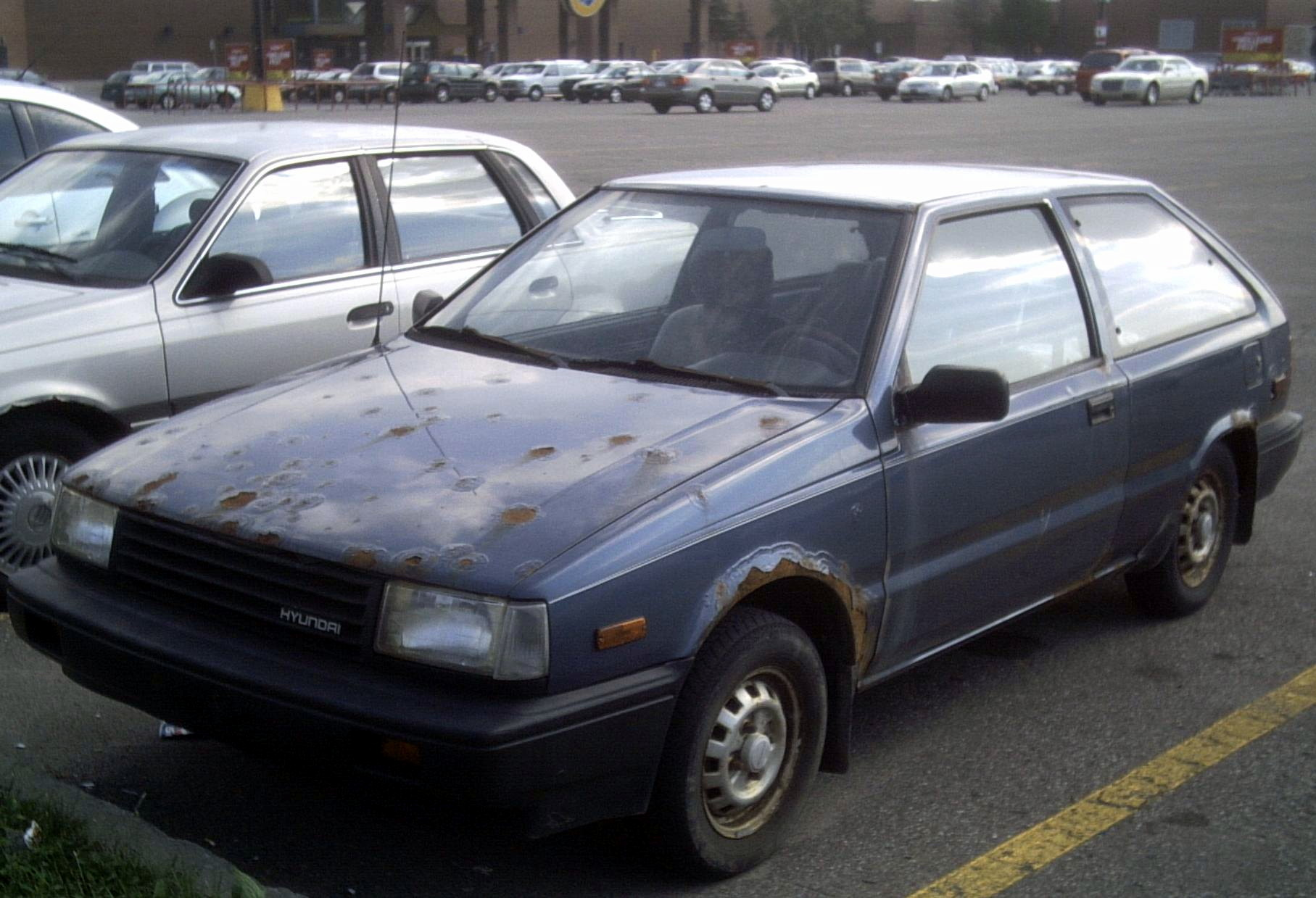
エクセル 3ドア

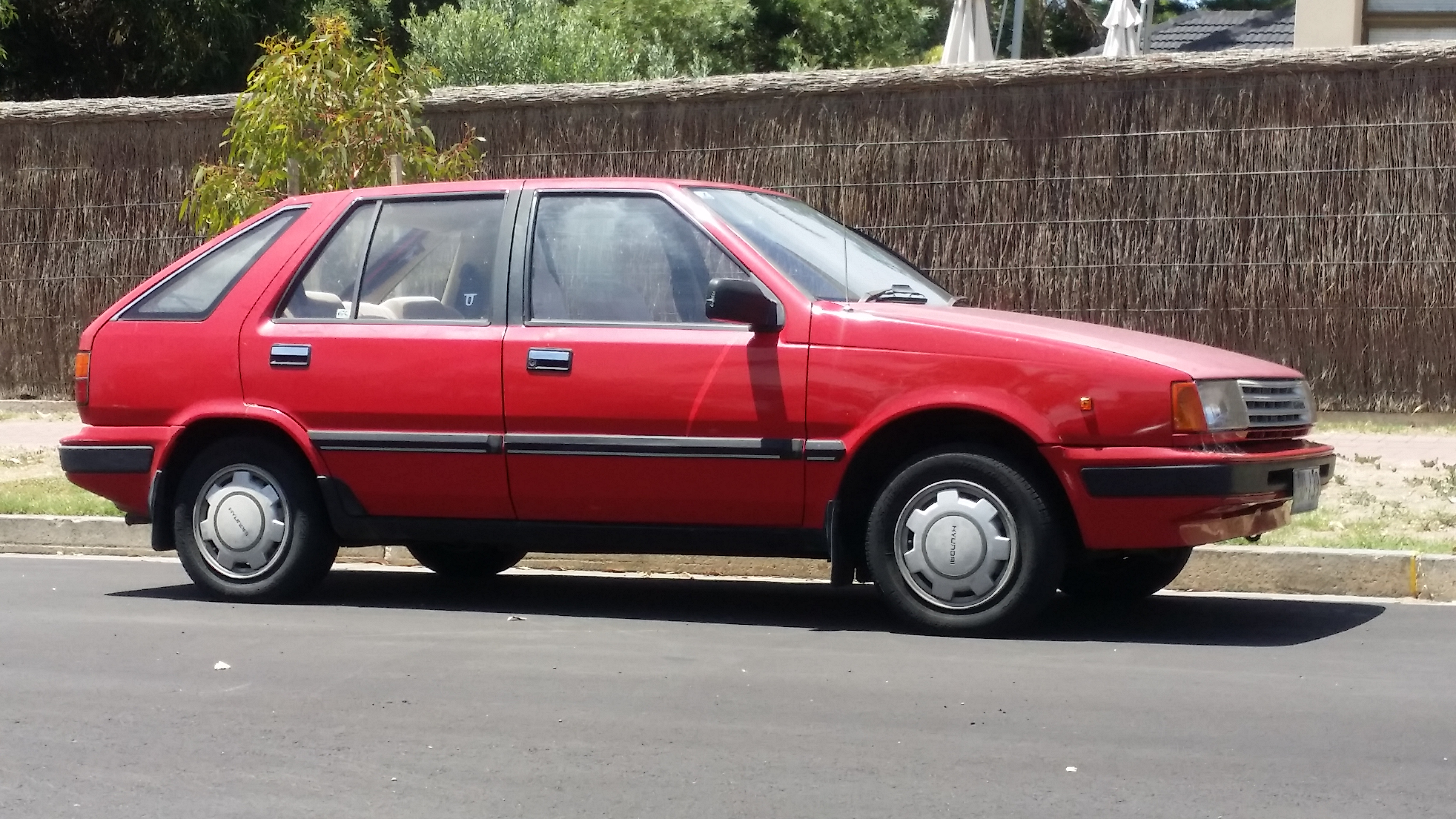
エクセル 5ドア

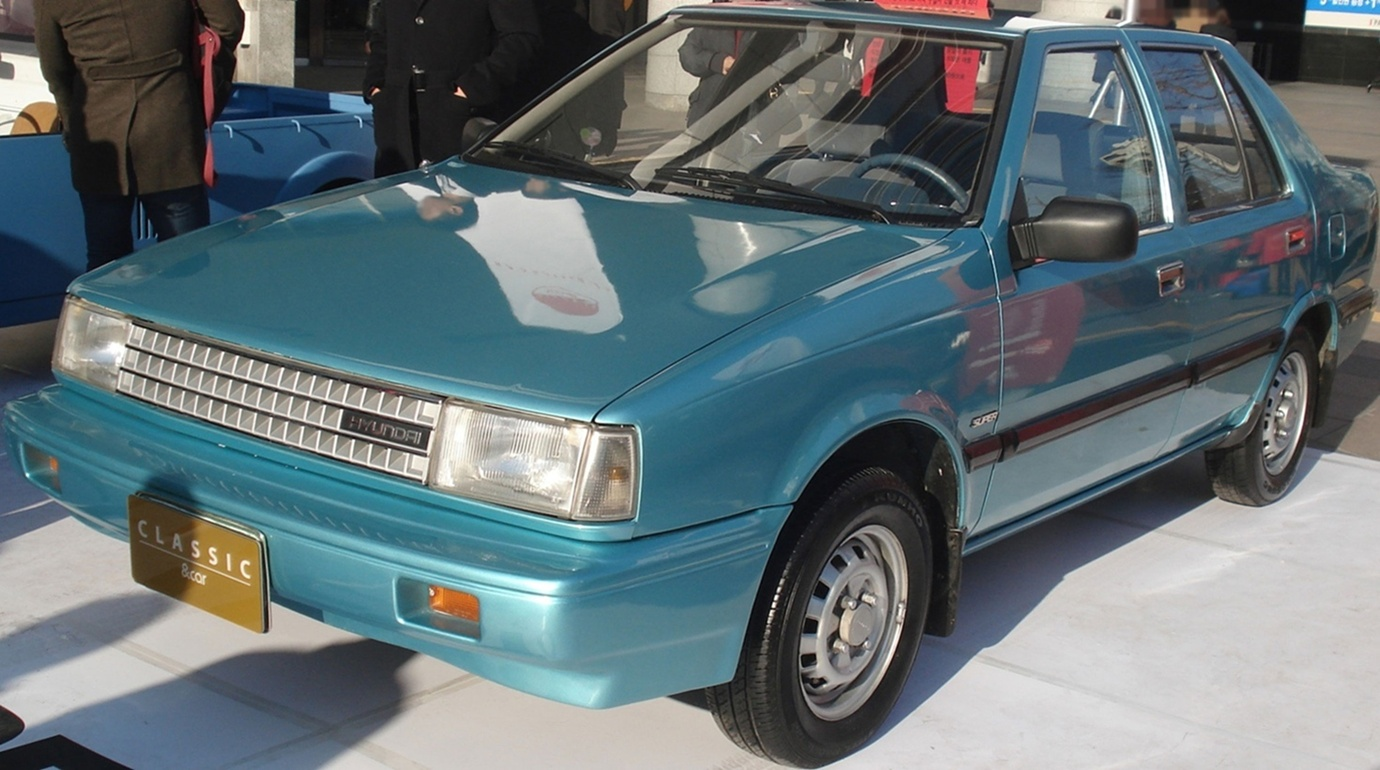
プレスト

1985年2月、5ドアハッチバックを発売。韓国では当初、ポニーエクセルの名称で登場した。同年7月に4ドアセダンを追加。韓国名はプレスト(Presto)。
1986年1月、アメリカへの輸出を開始。現代自動車初のアメリカ進出となった（先代のポニーは、排出ガス規制の関係でアメリカでは販売されなかった）。1987年には、米国の三菱販売網にて三菱・プレシス (Precis) として販売開始（1994年まで）。
1986年9月、3ドアハッチバックを追加。韓国ではエクセル・スポーティ（엑셀 스포티）と呼ばれた。また、5ドアの韓国名はポニーエクセルからエクセルに変更された。

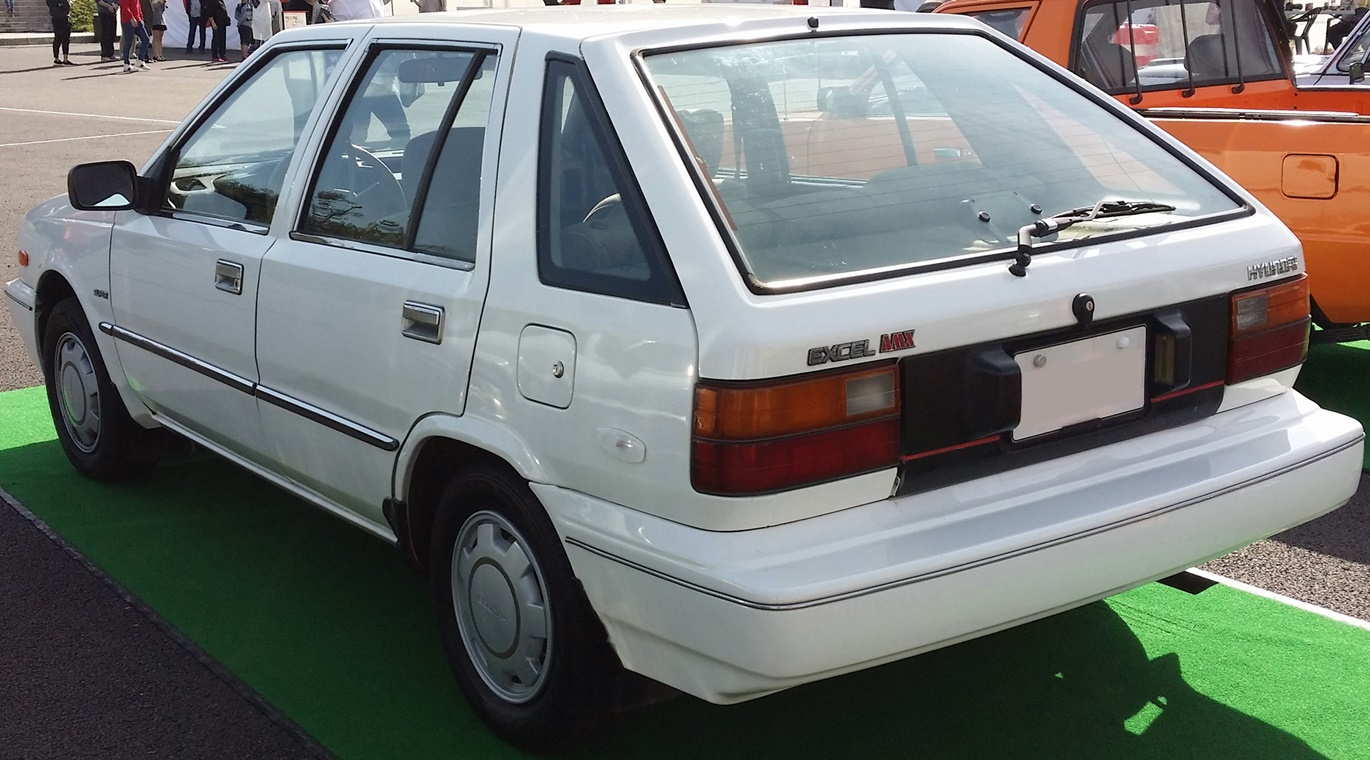
エクセル 5ドア リア
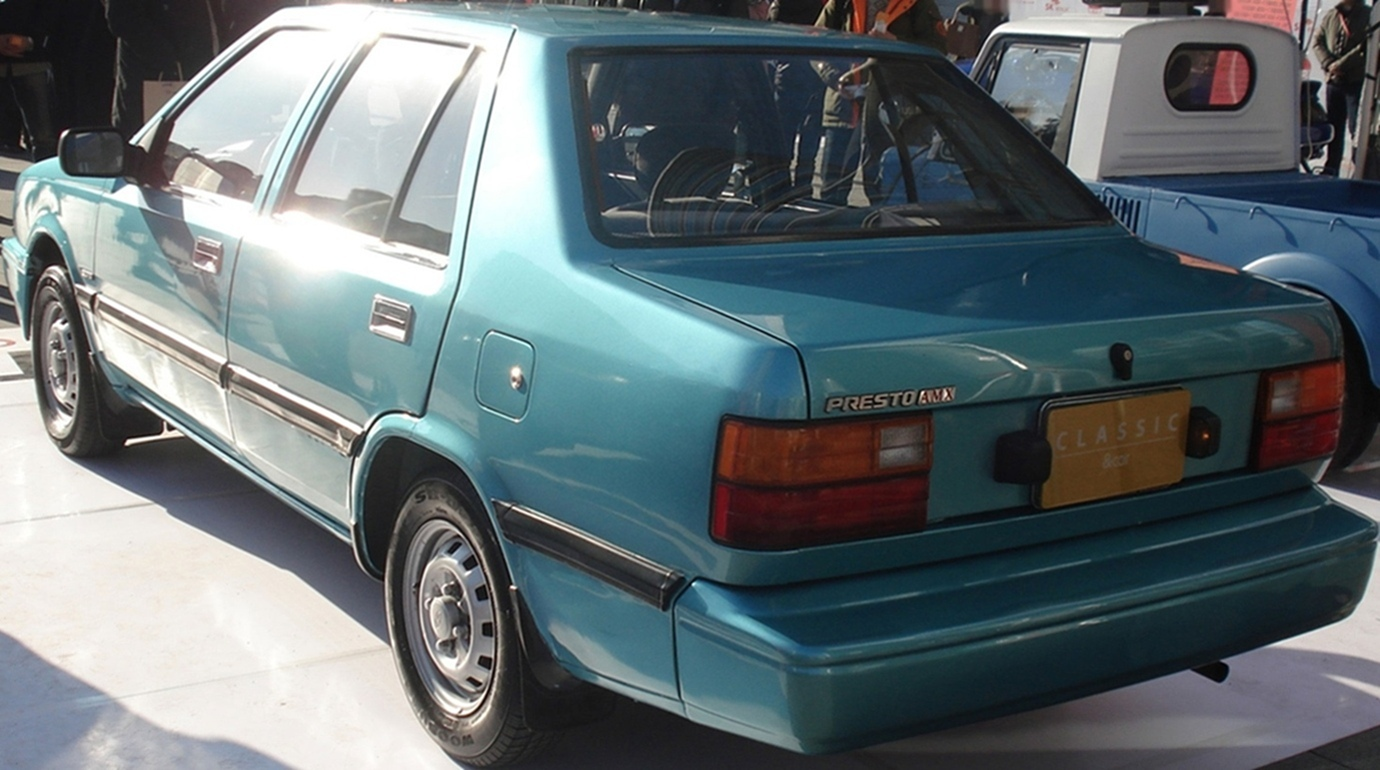
プレスト リア
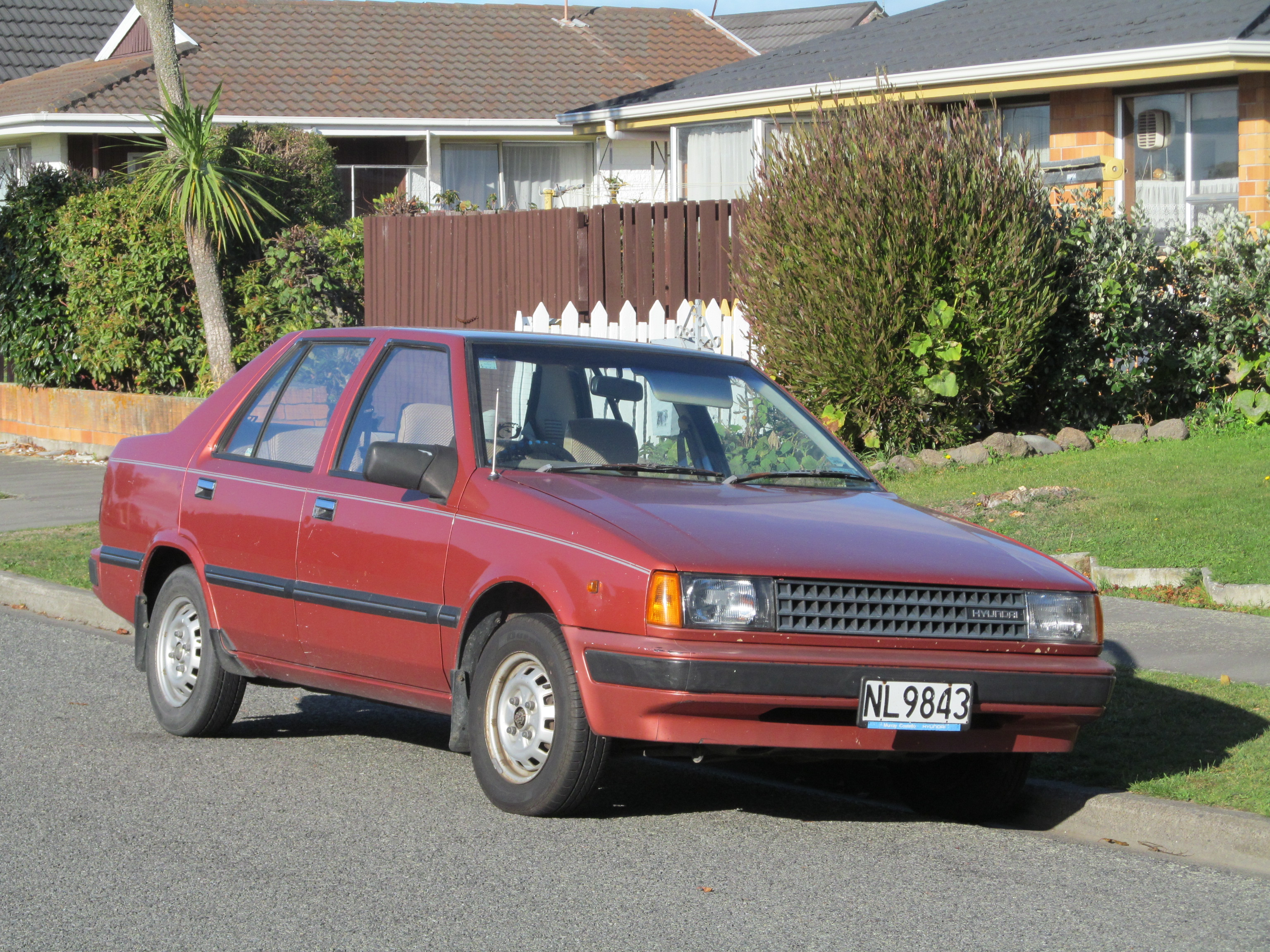
エクセル・セダン
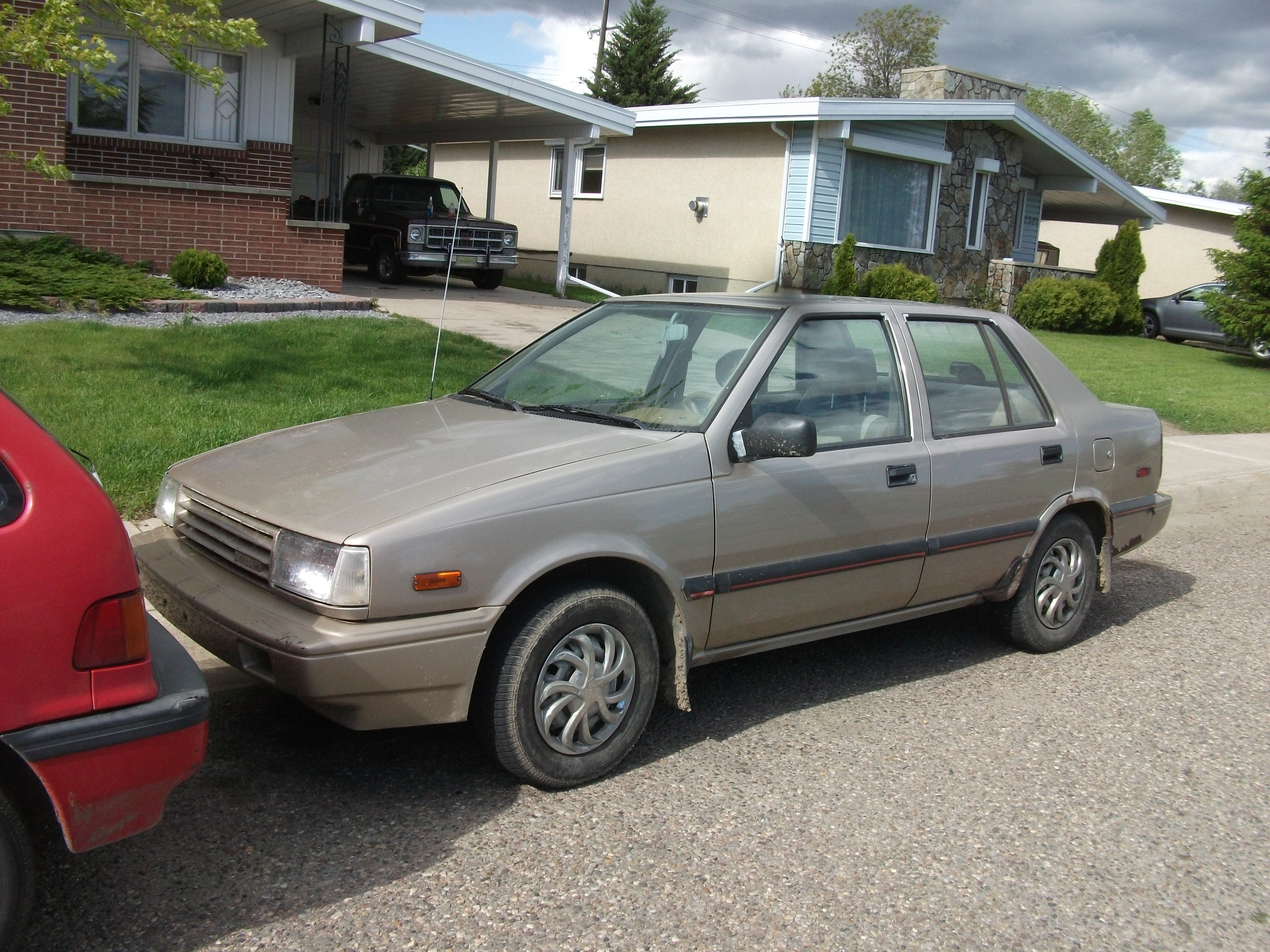
エクセル・セダン（北米） フロント
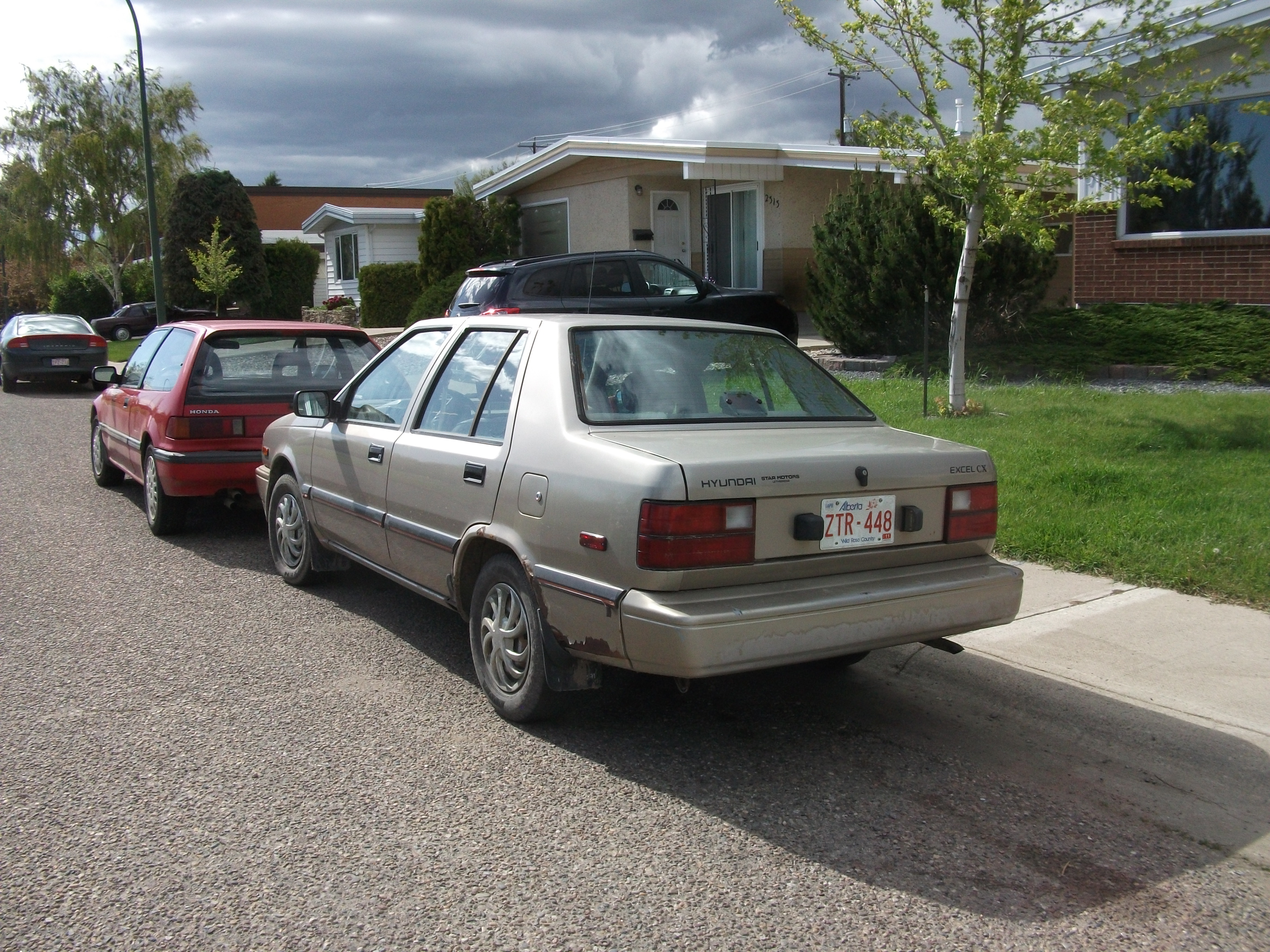
エクセル・セダン（北米） リア

### 2代目 エクセル（1989年-1994年）

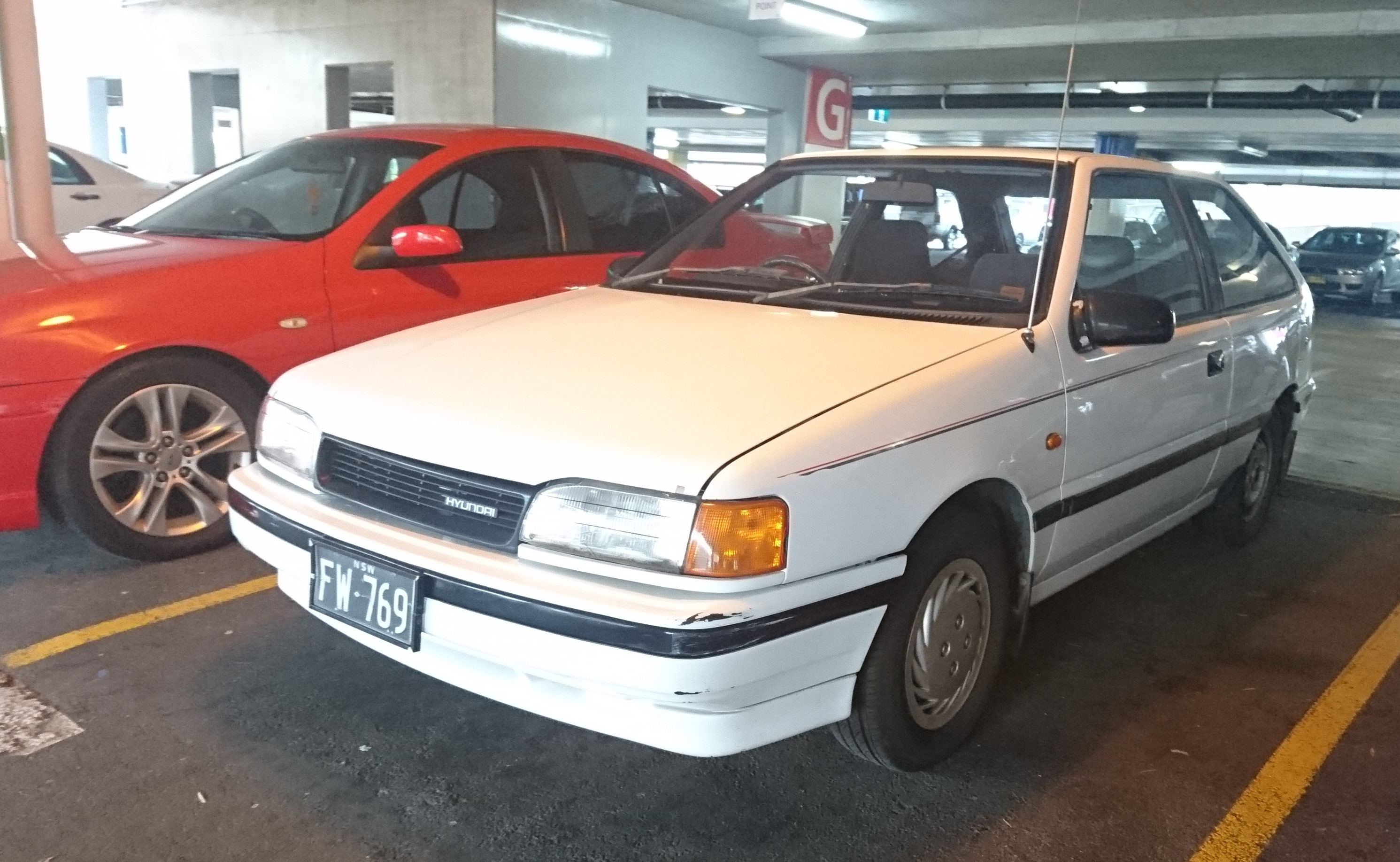
エクセル 3ドア（前期）

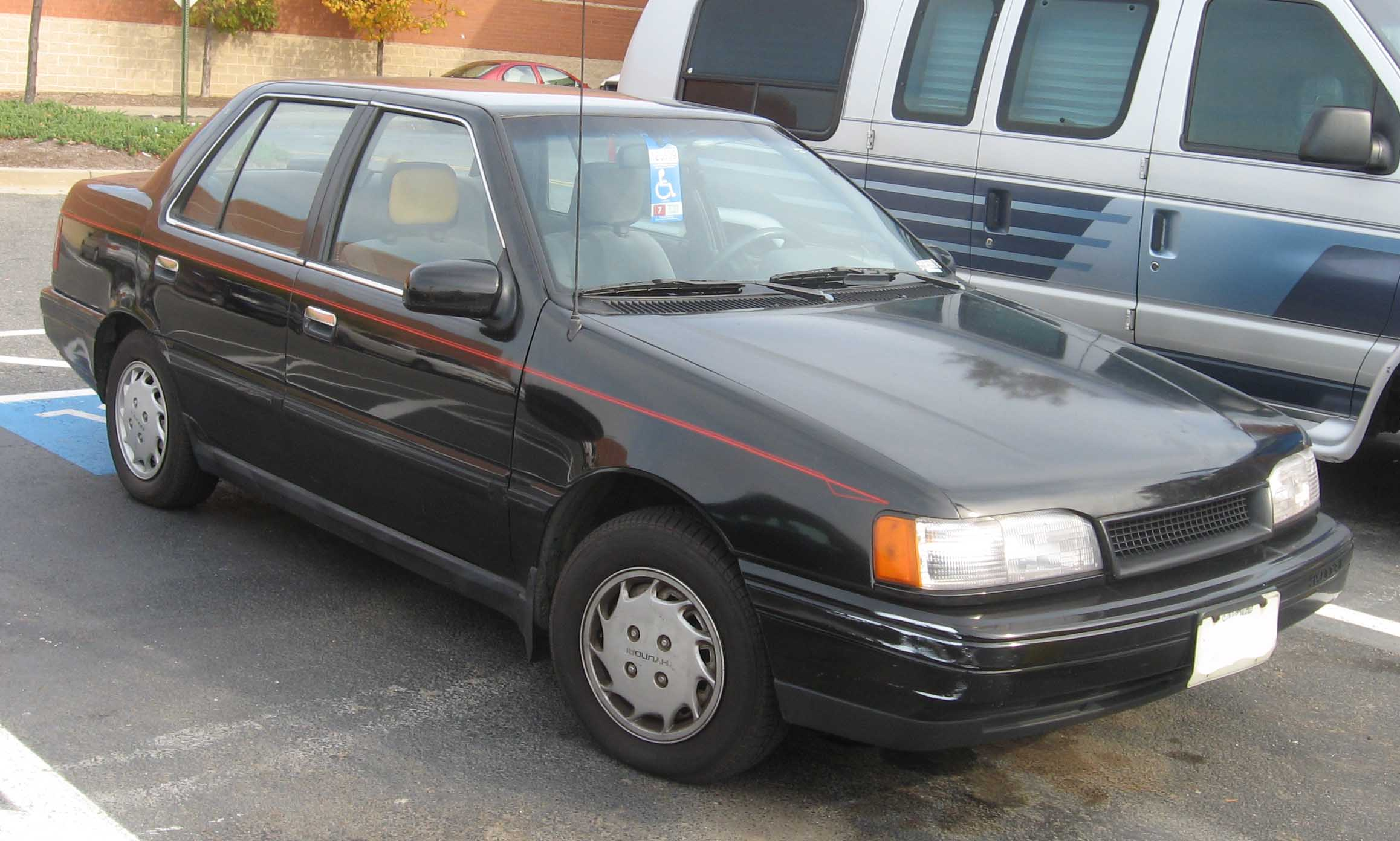
エクセル 4ドア（前期・北米）

1989年、モデルチェンジした2世代目が登場。セダンも含め、車名はエクセルに統一された。基本は変わらないが、外観は全体に角が取れた印象になっている。
1991年5月にフェイスリフトし、顔つきが変わっている。また、同年9月には3ドアハッチバックベースのエクセル・バンが追加されている。
1994年4月に後継車のアクセントが登場し、同年7月に生産を終了した。

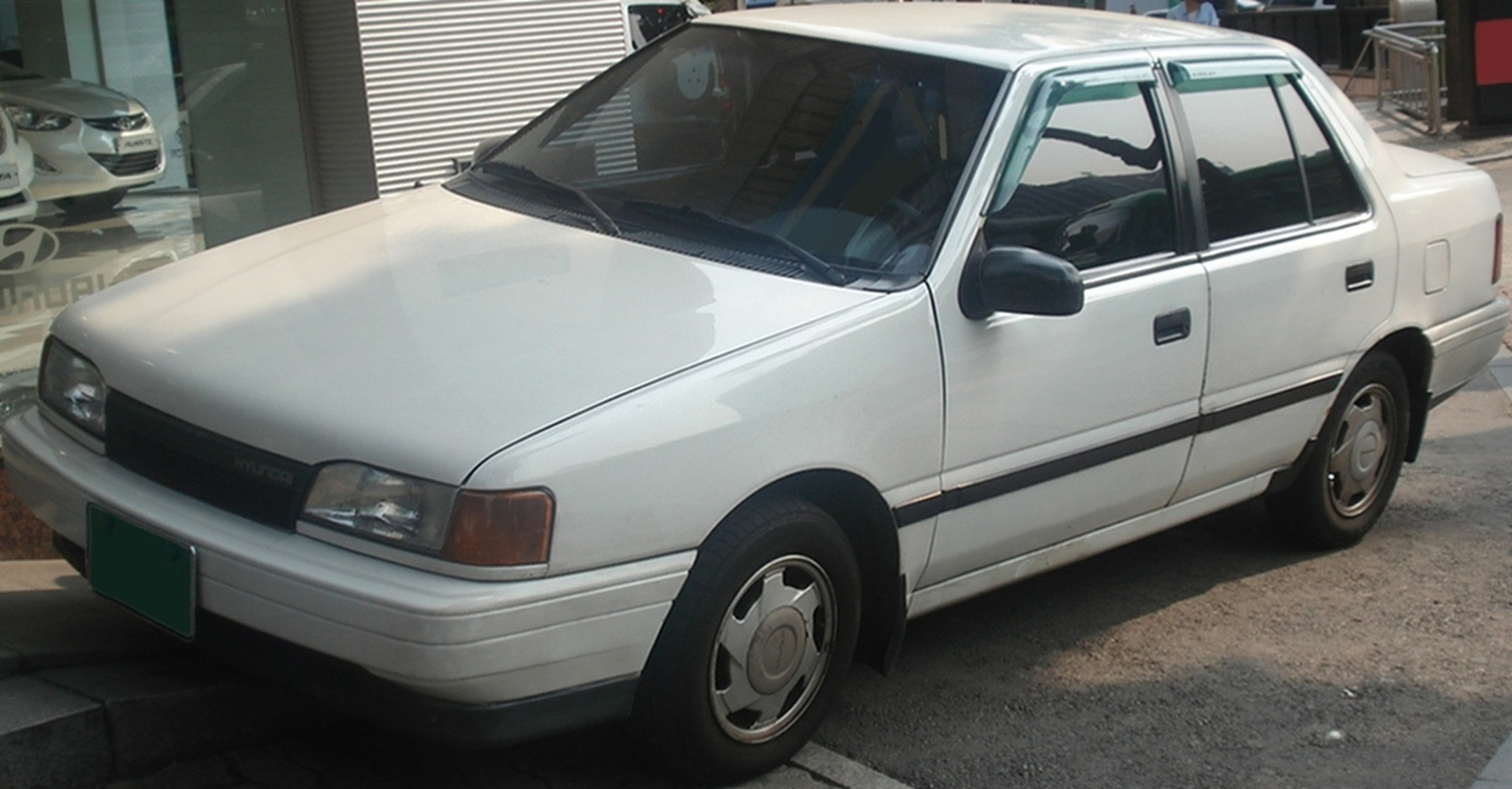
2代目エクセル 4ドア（前期） フロント
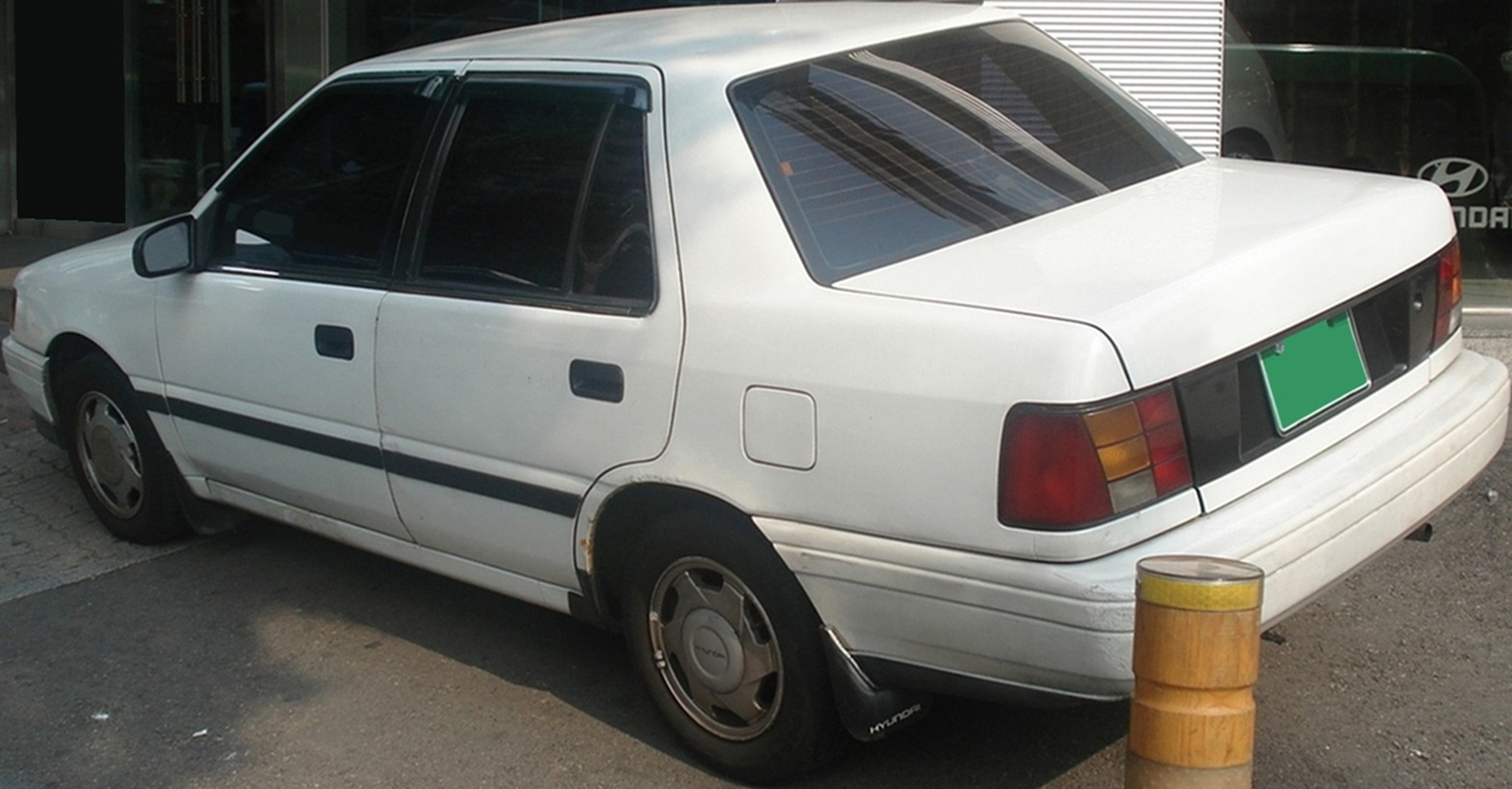
2代目エクセル 4ドア（前期） リア
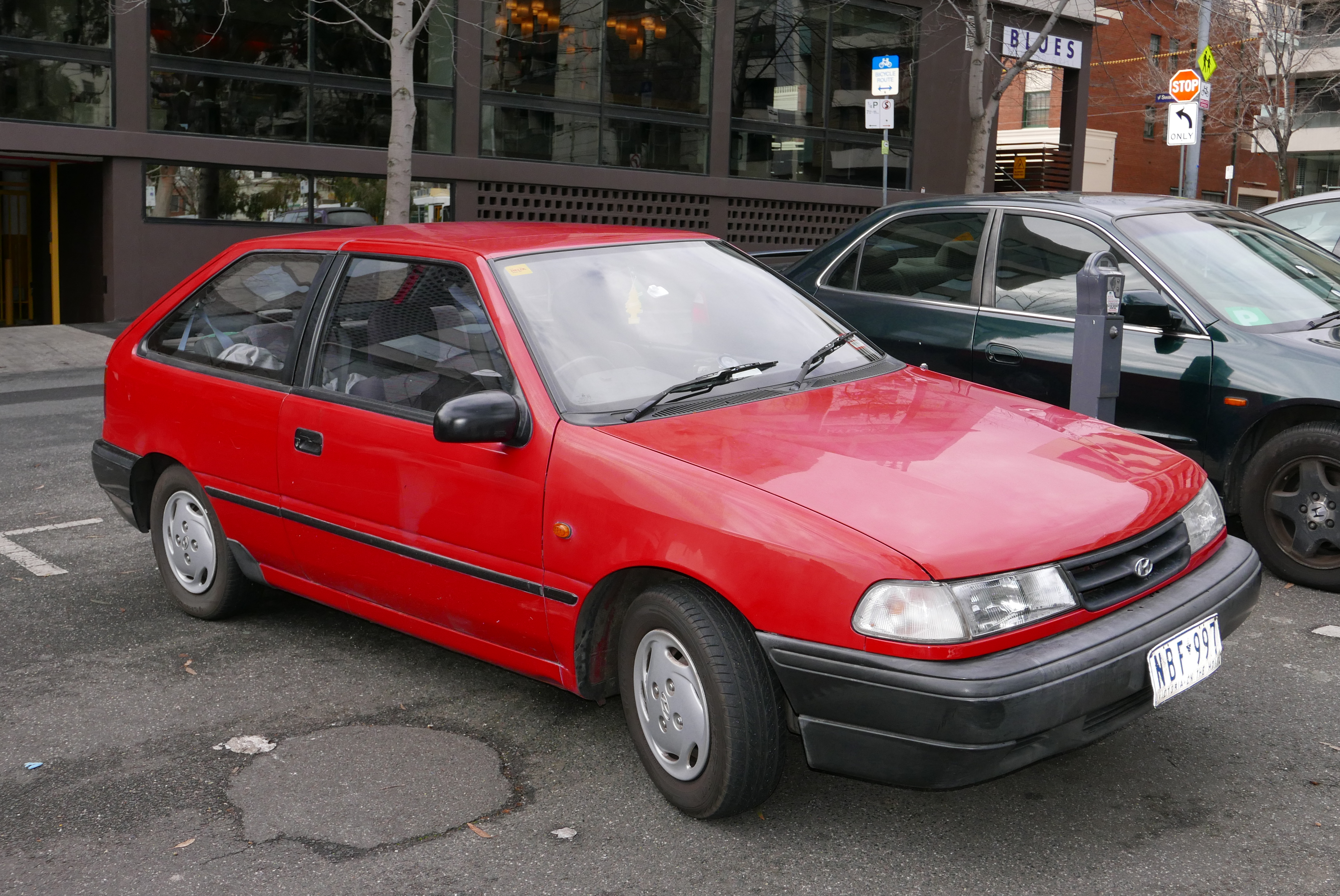
2代目エクセル 3ドア（後期） フロント
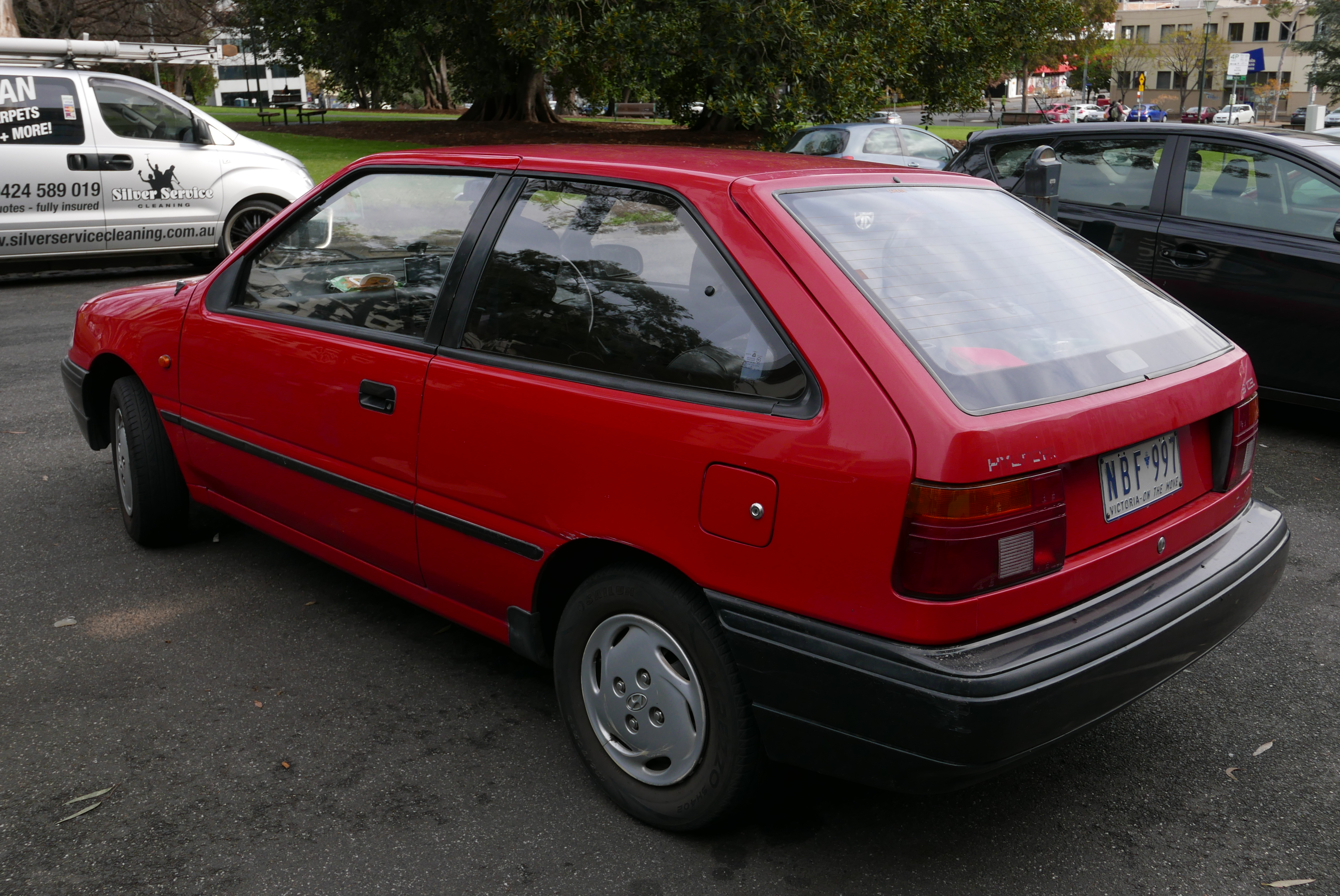
2代目エクセル 3ドア（後期） リア
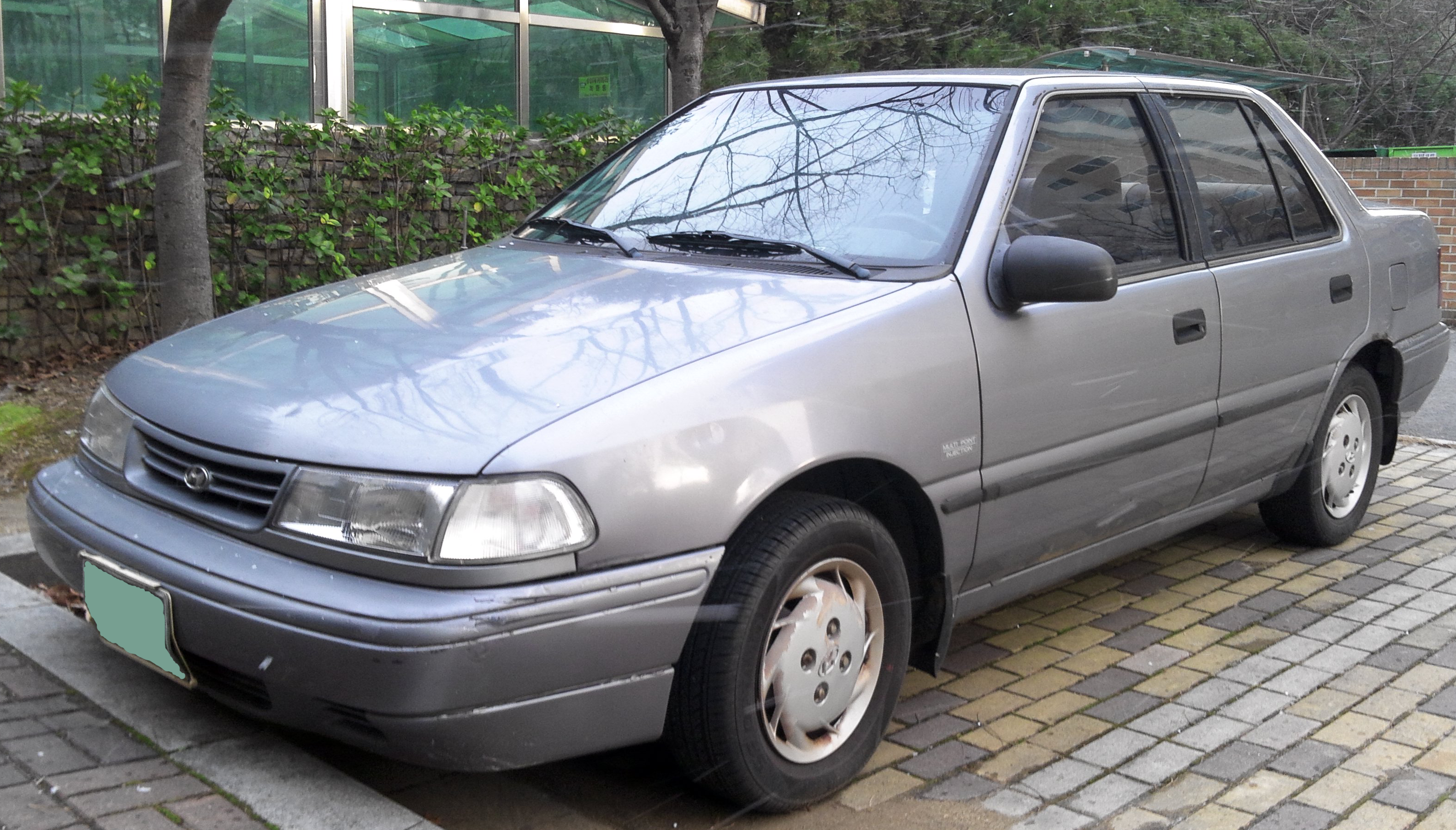
2代目エクセル 4ドア（後期） フロント
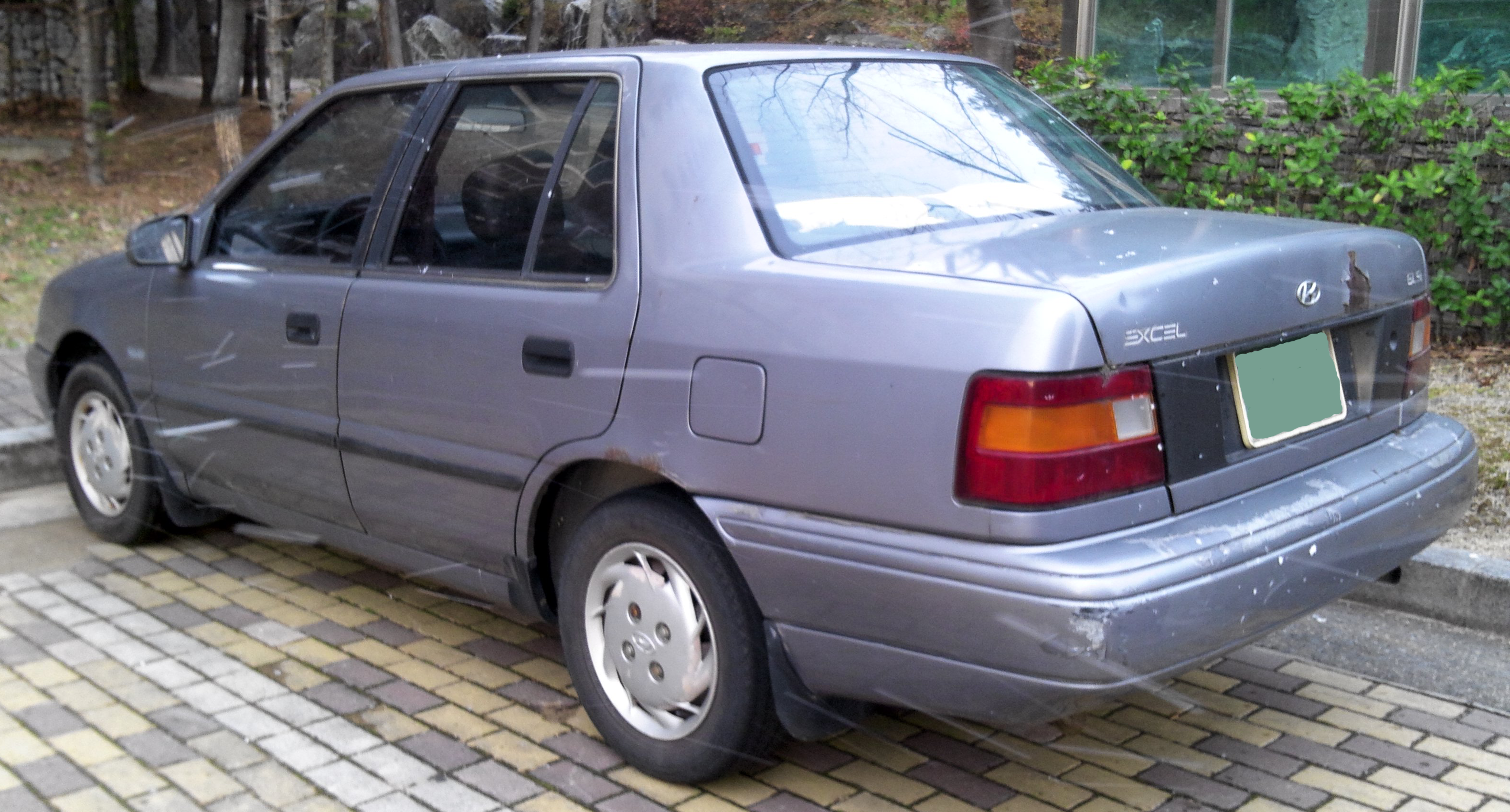
2代目エクセル 4ドア（後期） リア
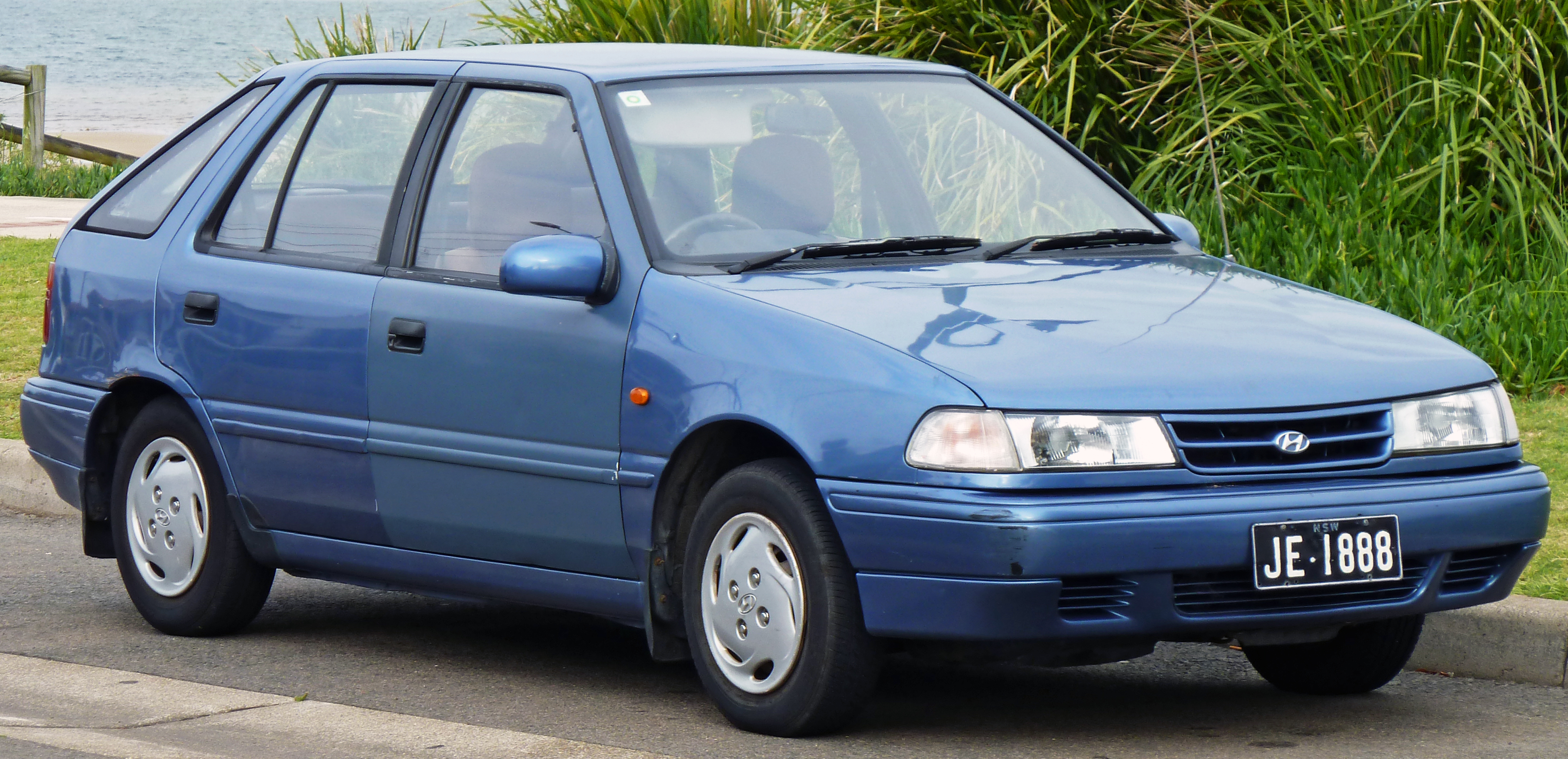
2代目エクセル 5ドア（後期） フロント
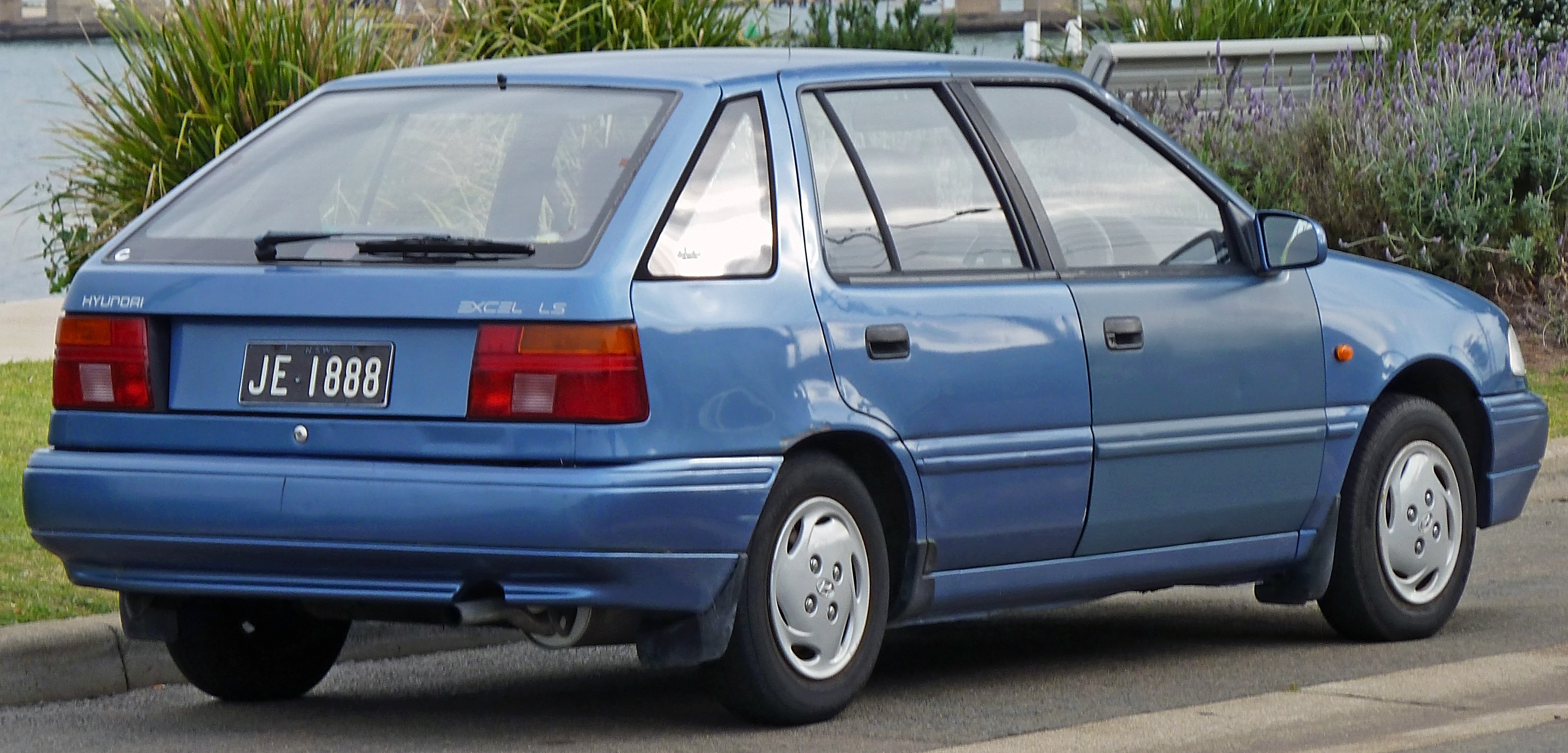
2代目エクセル 5ドア（後期） リア

### 3代目 エクセル（1994年-、輸出市場）
オーストラリアなど、一部地域では初代アクセントがエクセルの名で売られた。

## 韓国外市場においてのエクセル
- 日本では、三菱商事が1988年にソウルオリンピックを記念して150台限定で輸入し、三菱カープラザ店で販売されたが、商標登録の関係で、ヒュンダイXLという日本名だった[5]。型式は「E-LA31J」。
- 米国では三菱自動車の販売チャンネルでMitsubishi Precisとして販売していたことがあり、リアには"IMPORTED BY MITSUBISHI MOTOR SALES OF AMERICA INC."と記されている。
- "エクセル"は初代アクセントのオーストラリア名でもある。
- その一方、当のエクセルが先代モデルである"ポニー"の名称で販売された地域も存在した。

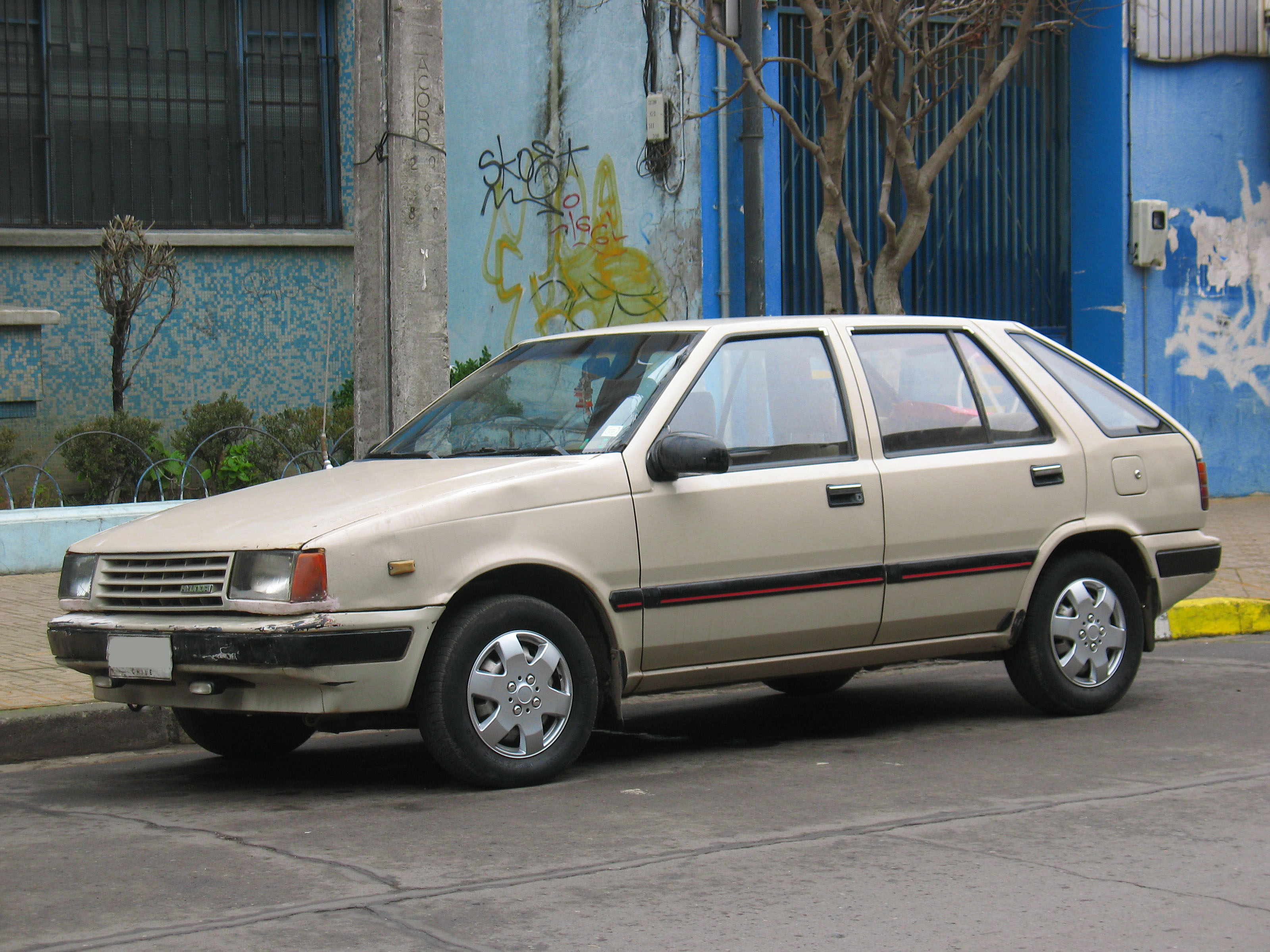
日本に輸入されたのは初代の5ドアである。
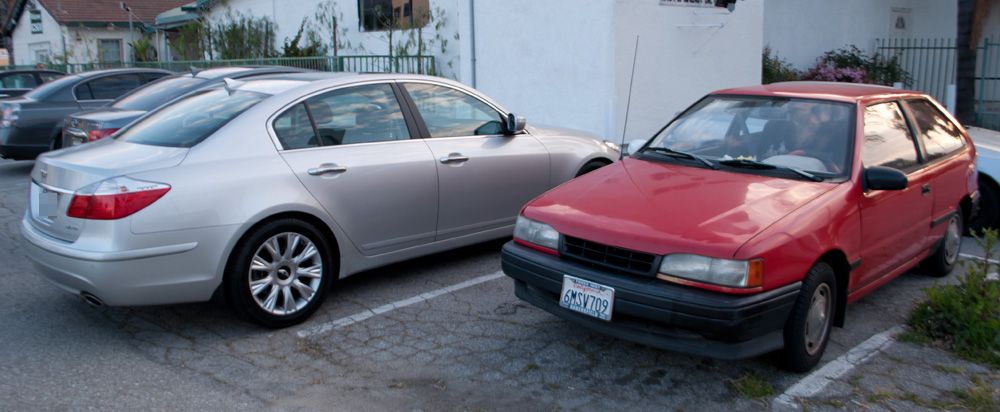
三菱・プレシス（右）
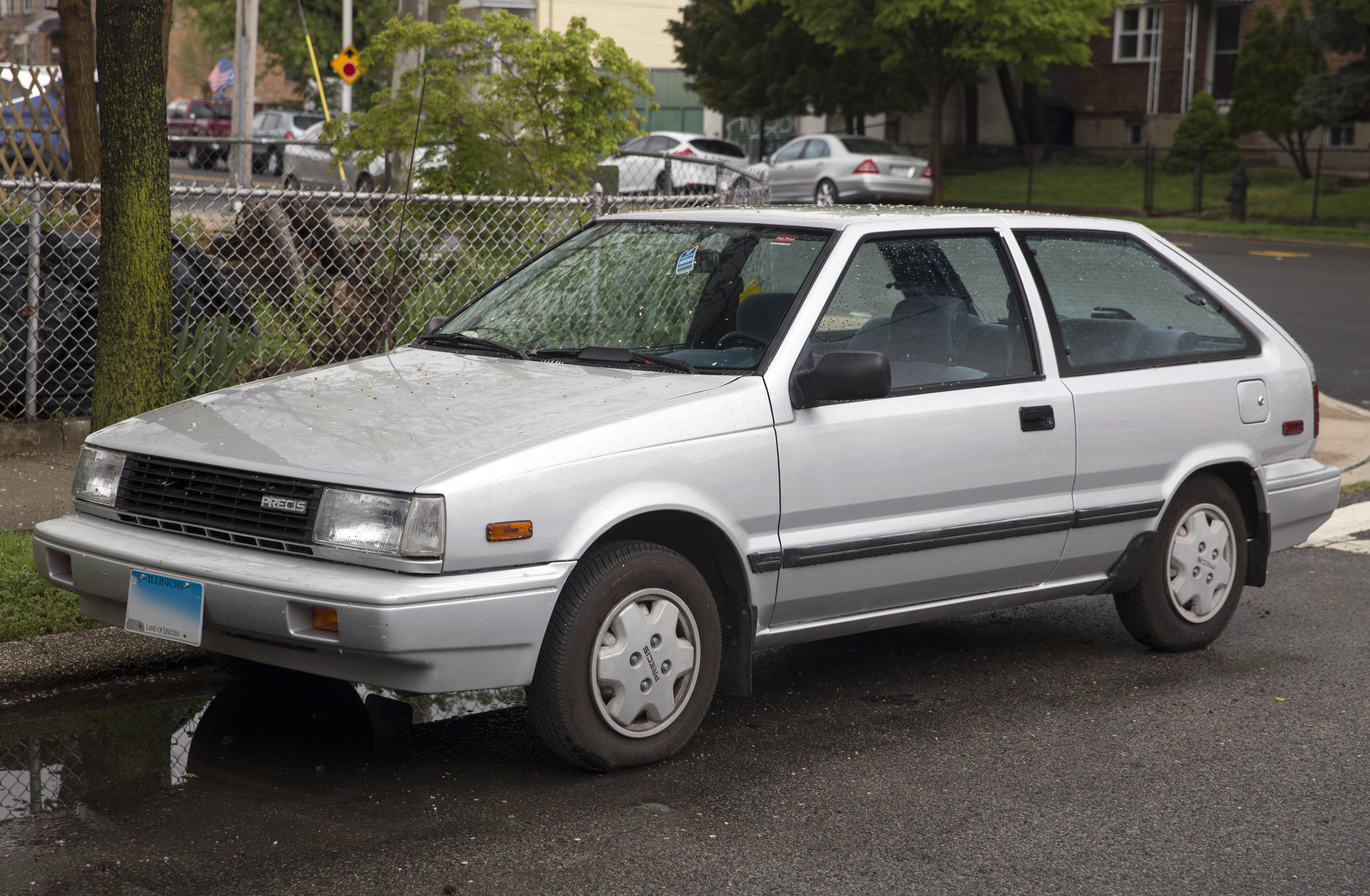
三菱・プレシス（初代）
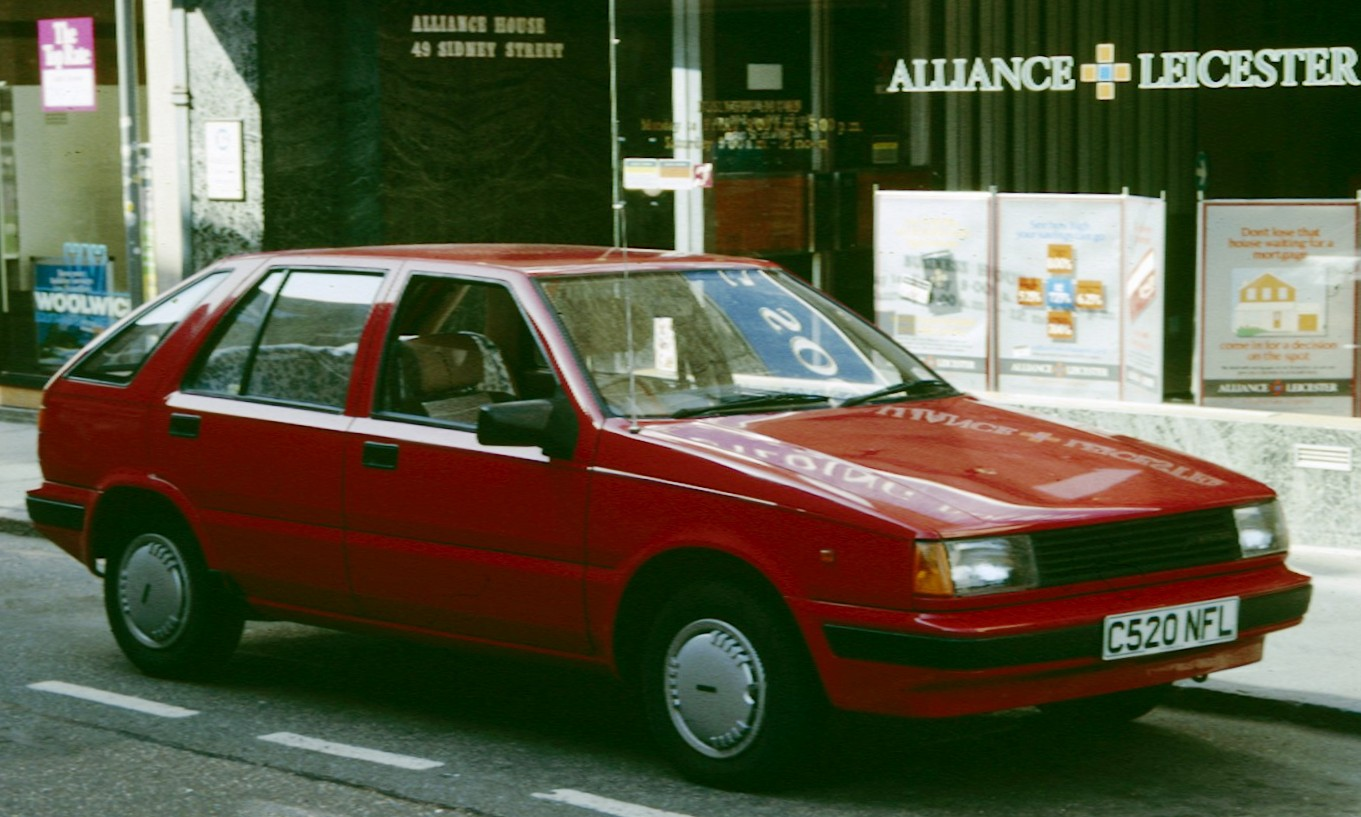
ポニー X1型 5ドア（欧州）
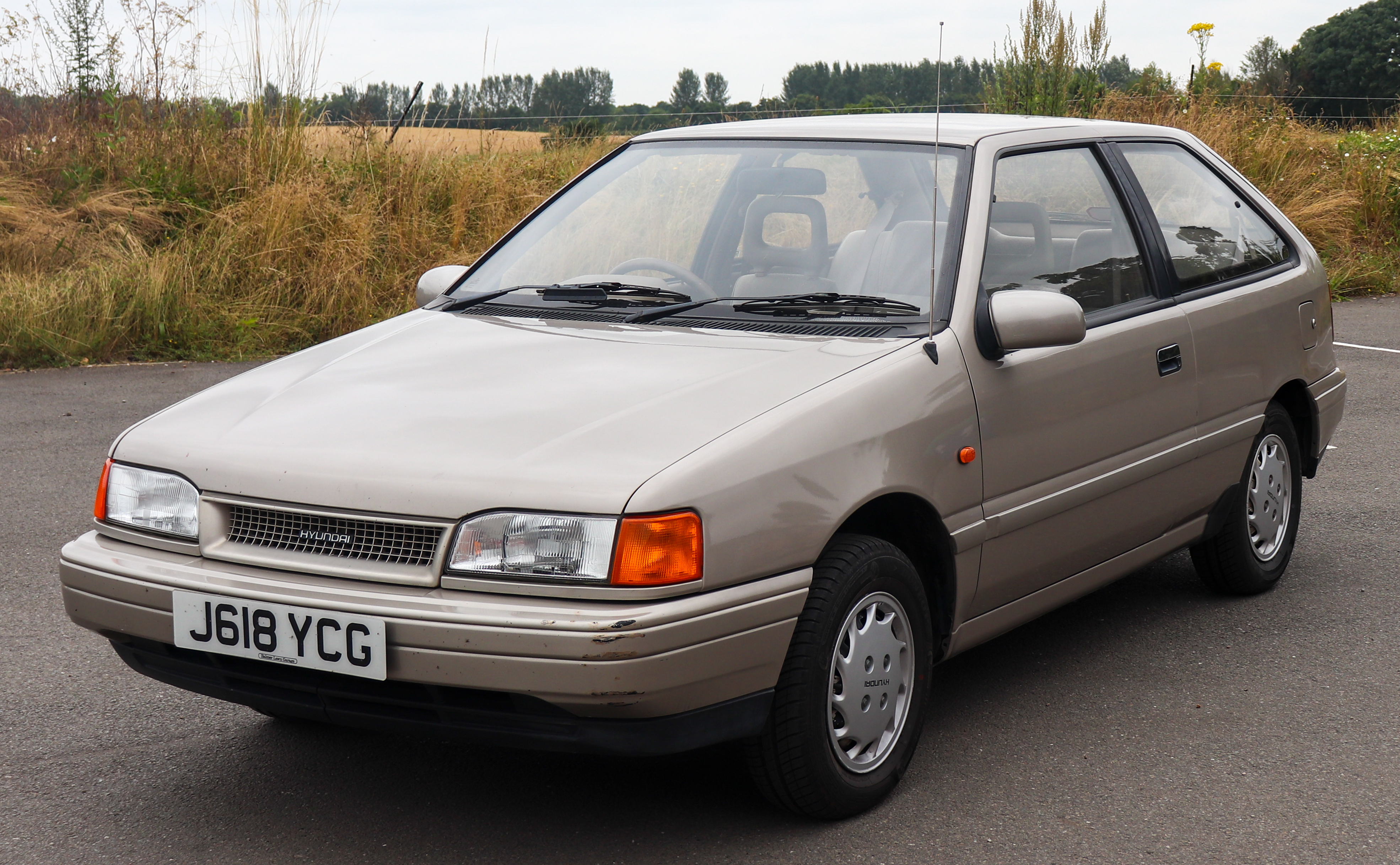
ポニー X2型 3ドア（欧州）
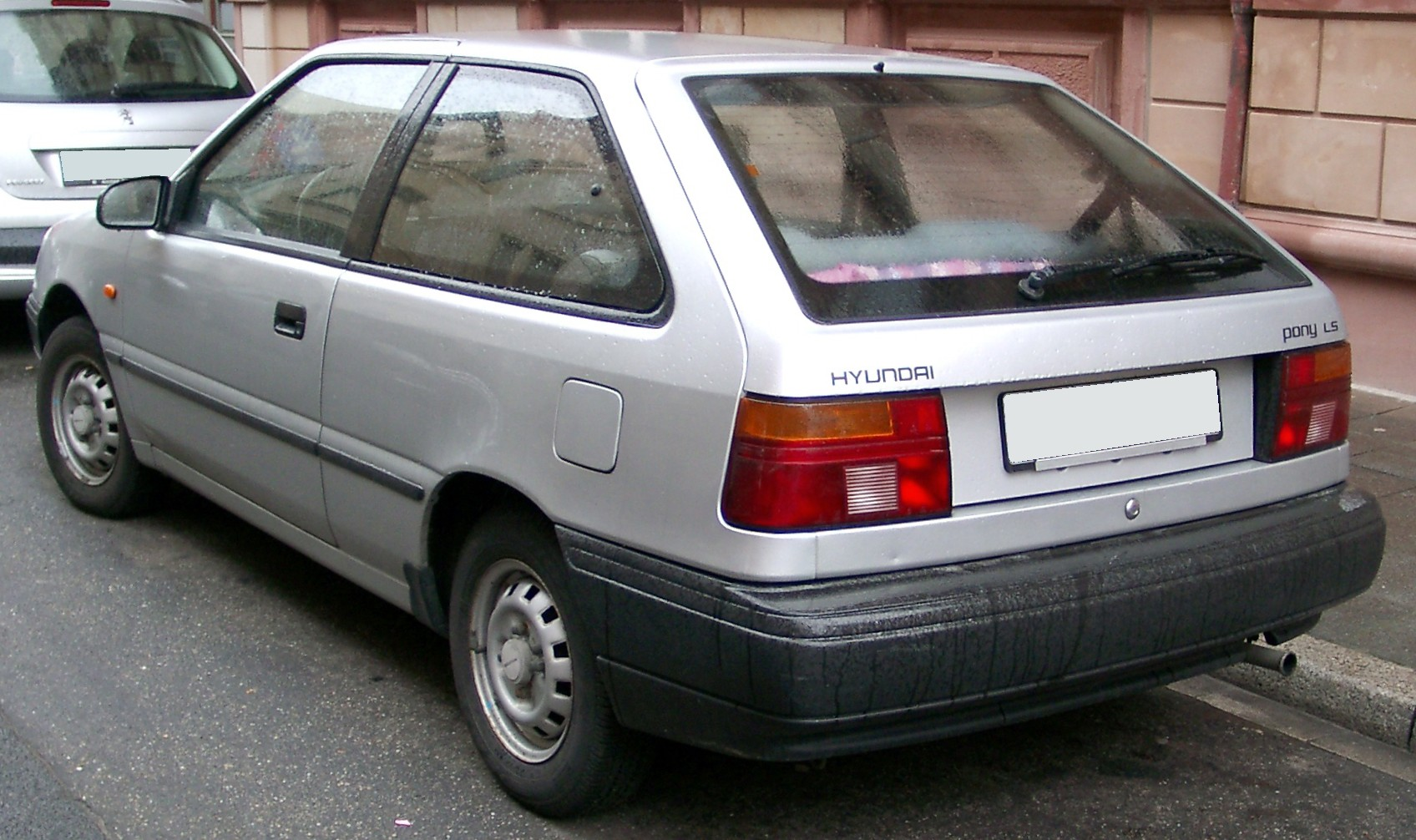
ポニー X2型 3ドア リア（欧州）
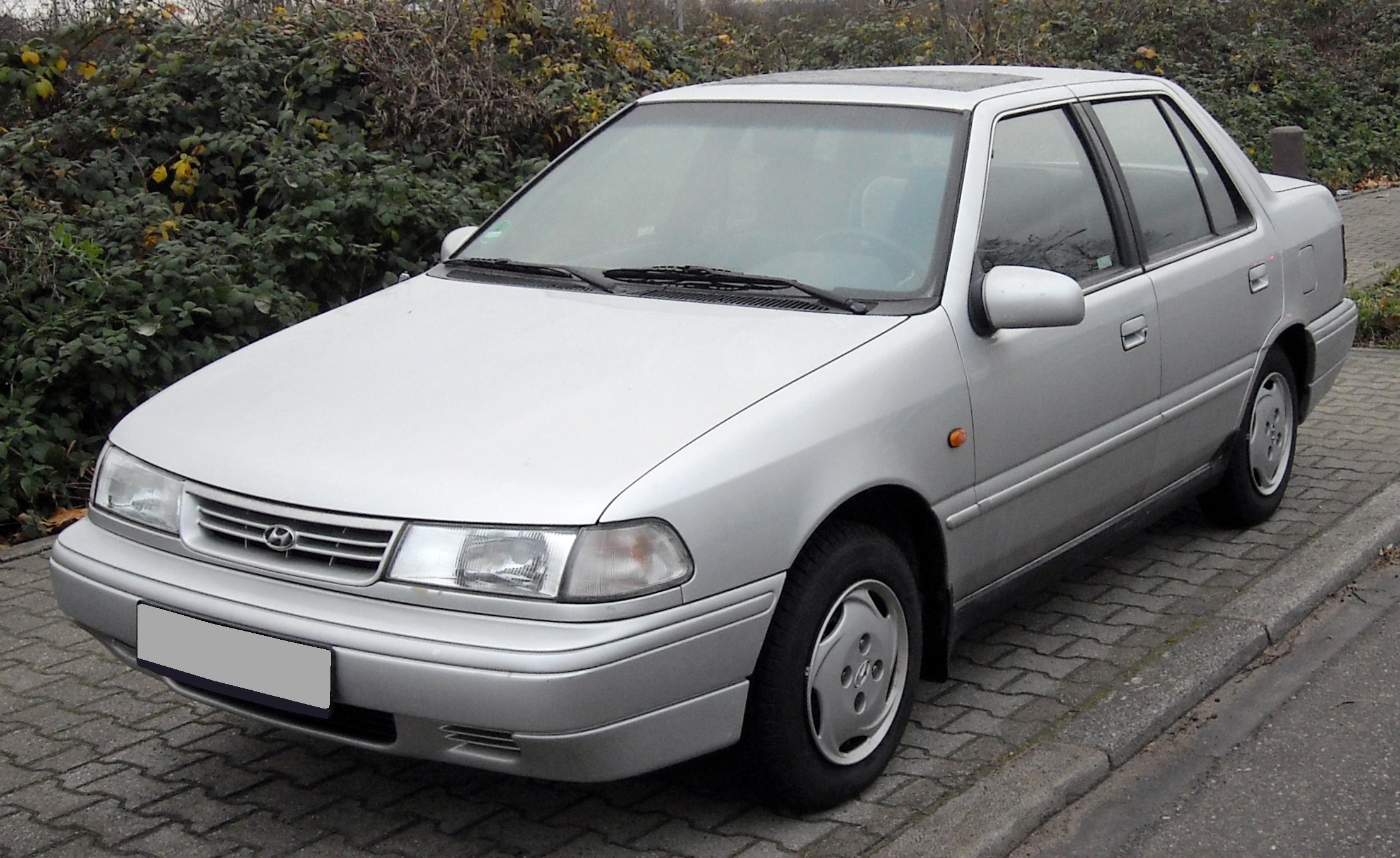
ポニー X2型 4ドア（欧州）
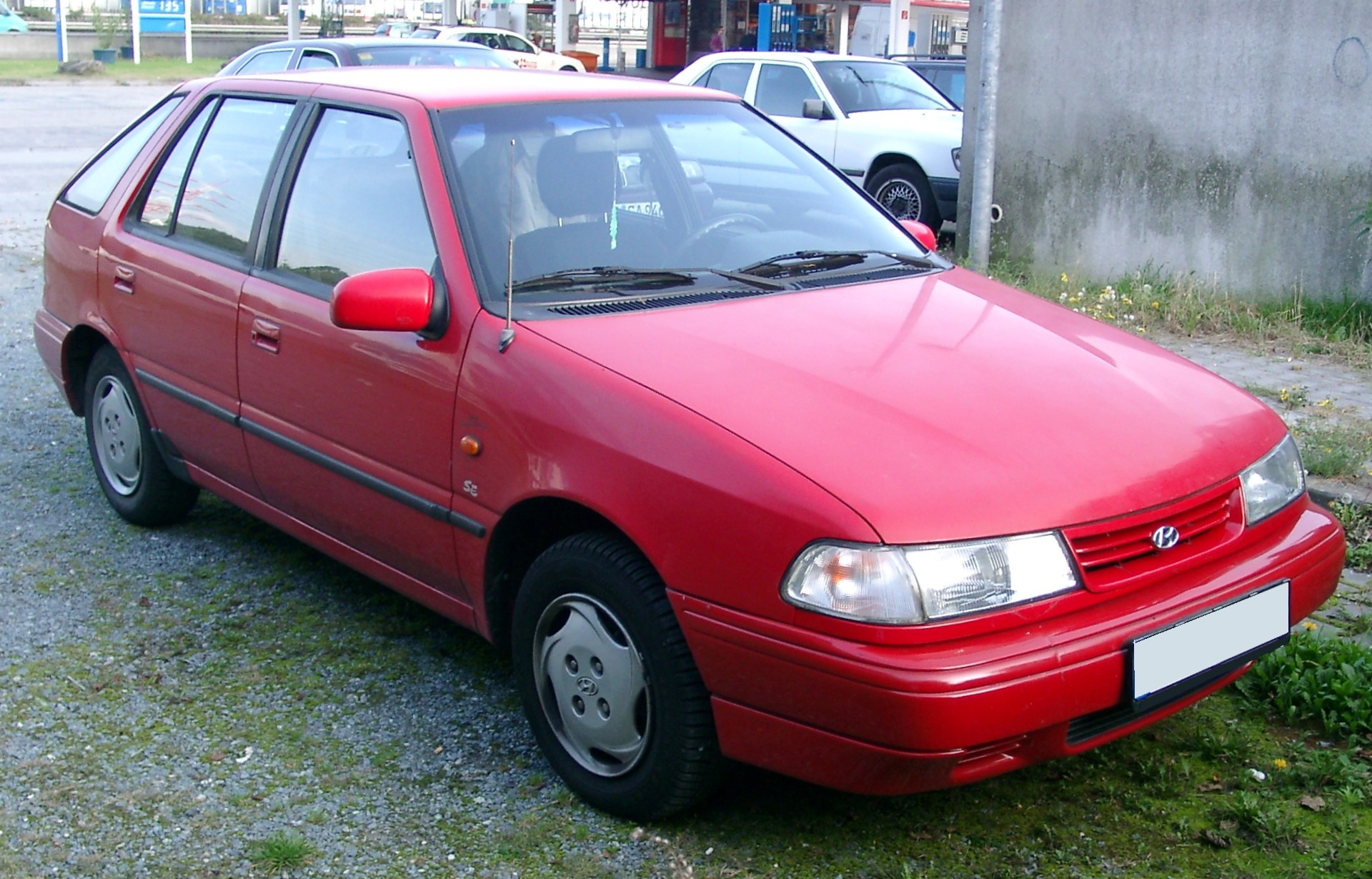
ポニー X2型 5ドア（欧州）
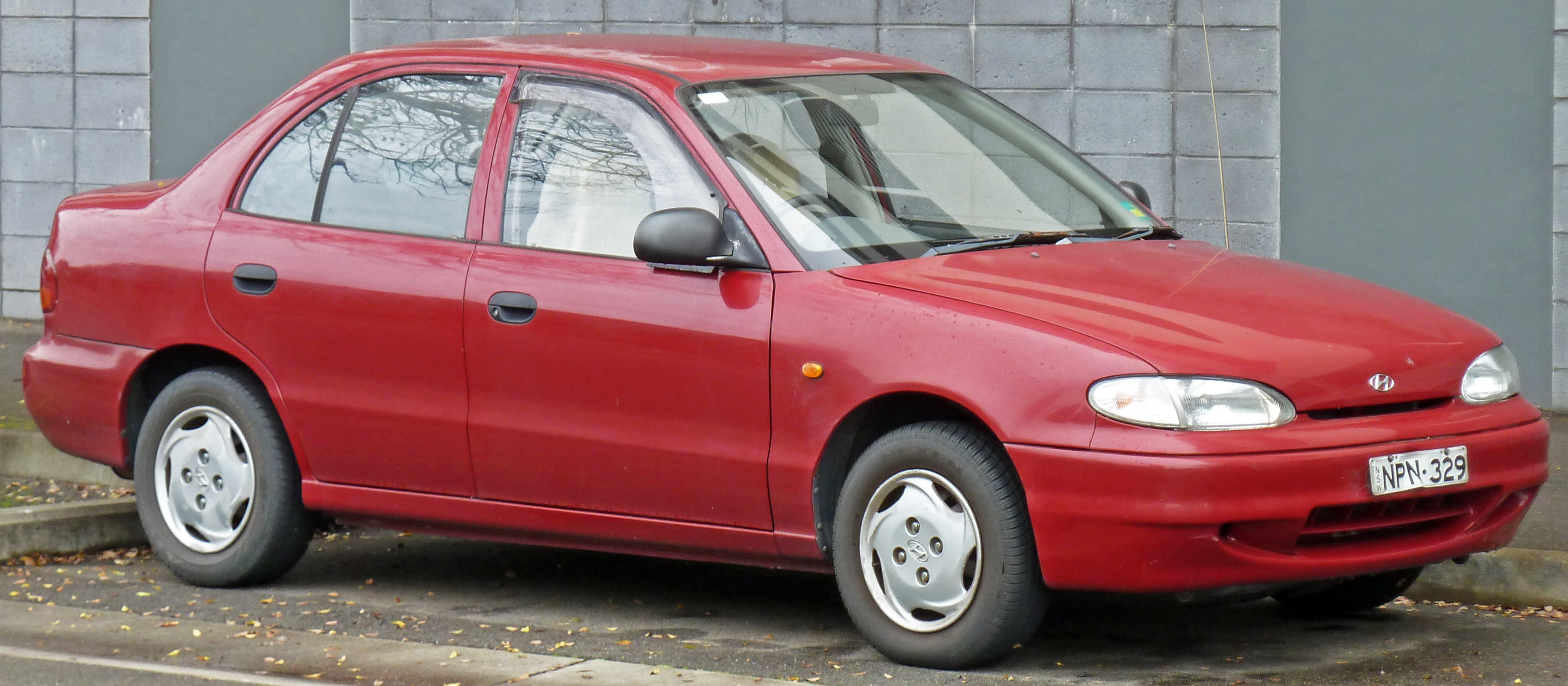
3代目エクセル（オーストラリア）